# 神鉄建設
株式会社神鉄建設（しんてつけんせつ、英: Shintetsu Kensetsu Co.,Ltd. ）は、かつて存在した日本の建設会社。
神戸電鉄グループの建設会社として、神戸電鉄関連の宅地造成工事や鉄道工事を多く担ったが、同じグループ内で建設業を手掛ける神鉄コミュニティサービスに事業譲渡して解散した。

## 概要
神戸電鉄グループの建設会社は複数社存在したが、土木・建築・電気・造園・鋪装・塗装の全6業種において設計から監理まで一貫して行える唯一の特定建設会社であり（当時）、神戸電鉄関連の宅地開発工事や鉄道輸送力増強工事を多く受注して、1980年代から1990年代にかけて完工高を大きく伸ばした。
昭和末期〜平成初頭のいわゆる「バブル期」には、親会社の神戸電鉄より、山の街ニュータウン造成工事、六甲ひばりが丘造成工事、公園都市線第1期第2工区建設工事、粟生線複線化第4期工事、第2車庫建設工事などの大型プロジェクトを相次いで受注し、1992年（平成4年）には社員食堂や庭園を備えた「神鉄建設工業ビル」（地下1階・地上7階建て）を建設し独自で本社ビルを構えるなど躍進期を迎えた。
2002年（平成14年）3月、同じく建設業を展開する神鉄コミュニティサービスに事業一切を譲渡し、活動を休止。2005年（平成17年）に清算が結了し解散した。

## 主な実績
- 百合が丘第3次宅地造成工事（神戸電鉄・1982年）
- 神戸電鉄第2車庫建設工事（神戸電鉄・1982年）
- 粟生線複線化第3期工事（神戸電鉄・1983年）
- 山の街ニュータウン造成工事（神戸電鉄・1986年）
- 三田線複線化第2期工事（神戸電鉄・1987年）
- 谷上駅移設軌道工事（神戸電鉄・1987年）
- 第二新神戸架道橋建設工事（神戸市道路公社・1987年）
- 公園都市線第1期（横山 - フラワータウン間）第2工区建設工事（神戸電鉄・1988年）
- 公園都市線第1期全線軌道敷設工事（神戸電鉄・1988年）
- 粟生線複線化第4期工事（神戸電鉄・1988年）
- 北鈴蘭台分譲マンション建設工事（自社・1988年）
- 六甲ひばりが丘造成工事（神戸電鉄・1989年）
- 神鉄建設工業ビル建設工事（自社・1989年）
- 小野駅橋上駅舎建設工事（神戸電鉄・1990年）
- 道場川原駅橋上駅舎建設工事（神戸電鉄・1990年）
- 三田本町駅舎建設工事（神戸電鉄・1990年）
- 小野神鉄ビル建設工事（神戸電鉄・1991年）
- 木津駅橋上駅舎建設工事（神戸電鉄・1999年）